# Władysław Borowiec
Władysław Borowiec ps. „Żbik” (ur. 29 marca 1916 w Chicago, zm. 25 września 1948) – syn Jana i Magdaleny z Karasiów, zamordowany w więzieniu mokotowskim w Warszawie, z wykształcenia księgowy.

## Życiorys
Zamieszkały w Poznaniu. W 1920 rodzina wróciła do Polski. Szkołę powszechną ukończył w Kopyczyńcach (Tarnopolskie), a Liceum Przemysłowo-Handlowe w 1938 w Poznaniu. W tymże roku przyjęty do podchorążówki, po jej ukończeniu ze stopniem plut. pchor. przydzielony do 17. DP w Gnieźnie, ale zwolniony z wojska ze względu na wadę serca. We wrześniu 1939 ochotniczo zgłosił się do wojska, w Warszawie bronił szosy radzymińskiej, walczył na wschodzie, po klęsce kampanii wrócił do Kopyczyńców. Od początku okupacji niemieckiej działał w konspiracji, nosił ps. „Żbik”. W 1943 w obawie przed dekonspiracją wyjechał z Tarnobrzega, pracował jako księgowy od 1 września 1945 w poznańskiej delegaturze Biura Rewindykacji i Odszkodowań Wojennych. Jeszcze we wrześniu 1945 przeniesiony do berlińskiej placówki biura, pełnił tam funkcję księgowego, a następnie intendenta; był również tłumaczem z języka angielskiego.

### Aresztowanie, śmierć i upamiętnienie

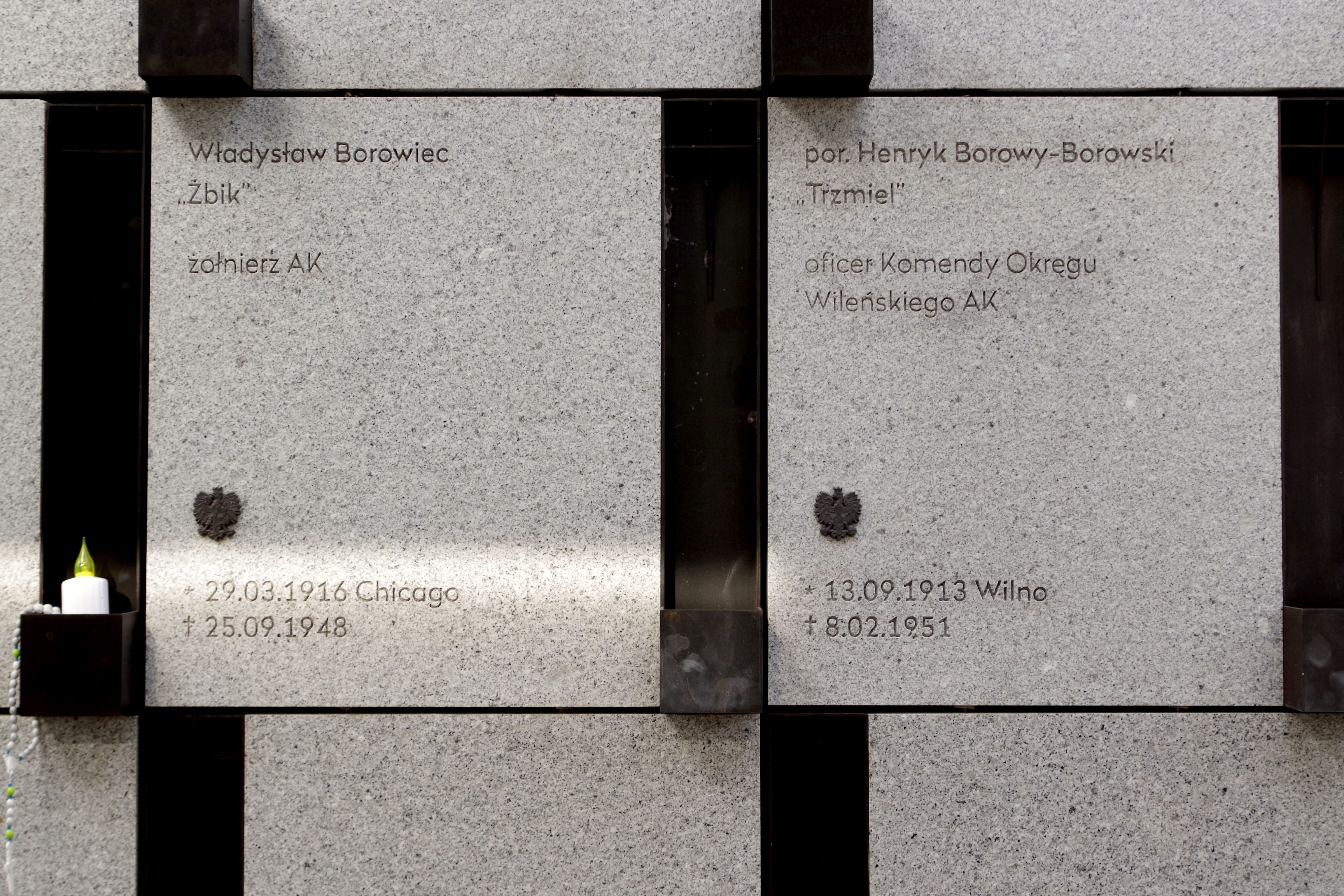
Groby Władysława Borowca ps. „Żbik” i por. Henryka Borowego-Borowskiego ps. „Trzmiel” w Panteonie – Mauzoleum Wyklętych-Niezłomnych na Cmentarzu Wojskowym na Powązkach w Warszawie.

Aresztowany 29 listopada 1947 i oskarżony o działalność szpiegowską. 3/4 sierpnia 1948 WSR w Warszawie pod przewodnictwem ppłk. Hryckowiana skazał go na podst. art. 7 i 15 Dekr. z 13.06.1946 na karę śmierci. 14 września 1948 NSW wyrok ten utrzymał w mocy. Został stracony 25 września 1948.
Pochowany w tajemnicy na Cmentarzu Wojskowym w Warszawie w Kwaterze „na Łączce”.
W 1990 założono rewizję nadzwyczajną wyroku w sprawie Borowca i skazanych z nim Zdzisława Ejchlera i Stefana Górskiego. 5 marca 1991 Izba Wojskowa SN rewizję nadzwyczajną uwzględniła w części, ale 5 lutego 1992 SWOW na wniosek prof. Ewy Łętowskiej, rzecznika praw obywatelskich, wyrok byłego WSR i postanowienie byłego NSW z 1948 uznał za nieważne.
Szczątki Władysława Borowca odnaleziono wiosną 2013 roku w kwaterze „na Łączce” Cmentarza Wojskowego na Powązkach w Warszawie, o czym Rada Ochrony Pamięci Walk i Męczeństwa, Pomorski Uniwersytet Medyczny w Szczecinie i Instytut Pamięci Narodowej powiadomił 22 sierpnia 2013 roku. Identyfikację szczątków odnalezionych na kwaterze „Ł” przeprowadza PUM w Szczecinie w ramach Polskiej Bazy Genetycznej Ofiar Totalitaryzmów.